# 横浜市岩間市民プラザ
横浜市岩間市民プラザ（よこはましいわましみんプラザ）は、神奈川県横浜市保土ケ谷区岩間町にある多目的ホールである。

## 概要
1991年開館。地下1階、地上5階の建物内には、ホール、スタジオ、リハーサル室、レクチャールーム、ギャラリーがある。ホールは床が可動式となっており、シアター仕様とフロア仕様に変更可能である。

## 施設設備
ホール
181席、145m²
スタジオ
A:20名 52m²　B:6名 23m²、C:40m² 12名、D:6.3m² 3名
リハーサル室
20名 54m²
レクチャールーム
38名 79m²
ギャラリー
85m²（控室13m²含む）、天井高：2.7m

## アクセス
電車
相鉄本線天王町駅、徒歩2分
JR横須賀線保土ケ谷駅、徒歩10分
バス
横浜市営バス25・相鉄バス浜16系統で「天王町駅前」下車 徒歩約1分
横浜市営バス9・32・53・106・212系統で「西久保町」または「久保町」下車徒歩約7分